# Mycetophila fagnanoensis
Mycetophila fagnanoensis är en tvåvingeart som beskrevs av Duret 1991. Mycetophila fagnanoensis ingår i släktet Mycetophila och familjen svampmyggor. Inga underarter finns listade i Catalogue of Life.